# David Alegret
David Alegret (Barcellona, 1974) è un tenore spagnolo, specialista del repertorio lirico-leggero.

## Biografia
Nato a Barcellona, ha cominciato i suoi studi musicali nel Conservatori Superior de Música della sua città natale con Xavier Torra, conciliando gli studi musicali con quelli di medicina, e completando la sua formazione nella Musik-Akademie di Basilea (Svizzera) con Kurt Widmer, oltre a perfezionare la sua tecnica con Ana Luisa Chova, Kathleen Cassello e Raúl Giménez. Vincitore del primo Concorso per Giovani Cantanti Lirici promosso dalla banca La Caixa e dal Gran Teatre del Liceu, è stato uno dei finalisti di Operalia e vincitore del Premio Karajan Stupendium della Staatsoper di Vienna.
Ha debuttato nel 2004 con L'Italiana in Algeri cantata a Klagenfurt, Parigi e alla Staatsoper di Vienna (qui con Agnes Baltsa). Ha partecipato al Festival Tojours Mozart di Salisburgo, Praga e Vienna interpretando i ruoli di Ferrando  (Così fan tutte) e Idamante (Idomeneo) e nel Festival Mozart de A Coruña (Orfeo di Sartorio); inoltre ha interpretato Don Ramiro de La Cenerentola nella Volksoper di Vienna e nella Finnish National Opera di Helsinki, il Conte di Libenskof de Il viaggio a Reims nel Rossini Opera Festival e a Berna e infine a Narciso de Il turco in Italia nella Staatsoper di Amburgo.
Nel 2006 debutta in Italia, a Trieste (La Cenerentola), e a Palermo con Belmonte de Il ratto dal serraglio che canta anche a Palma de Mallorca prima di tornare nella sua città natale per il Requiem di Mozart nel Palau de la Musica Catalana; in seguito è a Praga con Petite Messe Solennelle diretto da Alberto Zedda. Sempre nel 2006 partecipa nella stagione dell'Opera di Oviedo con Il viaggio a Reims. In Italia ha debuttato anche a Ravenna, dove Riccardo Muti lo ha diretto come Ernesto di Don Pasquale nel 2006 , all'Opera di Roma (La Cenerentola) e al Regio di Torino (L'Italiana in Algeri).
Recentemente è stato possibile sentirlo a Zurigo (Il Barbiere di Siviglia), alla Bayerische Staatsoper (Il turco in Italia), al Sâo Carlos de Lisbona, alla Monnaie di Bruxelles (La Cenerentola), al Liceu di Barcellona (Jaquino di Fidelio) e al Theater an der Wien (Il turco in Italia). Nel 2010 ha cantato Il turco in Italia nella Staatsoper di Amburgo, Maddalena ai piedi di Cristo di Caldara, nel Teatro Arriaga di Bilbao e a Cracovia, ha debuttato al Festival di Garsington con Armida, ha partecipato in un concerto al Festival di Torroella e nel Festival di Vilabertran e ha debuttato a Montpellier con Semiramide.
Nel 2011 ha cantato La Cenerentola alla Volksoper di Vienna e Pagliacci nel Gran Teatre del Liceu.
Nel repertorio sinfonico-vocale ha interpretato opere come La passione secondo Giovanni e La passione secondo Matteo di Bach, il Requiem di Mozart, il Magnificat di Bach, la Petite Messe Solennelle, il Stabat Mater di Rossini e Messa di Gloria di Puccini; nell'oratorio La Creazione di Haydn, Il Messia di Händel e Le Roi David di Honegger.

## Repertorio

### Repertorio operistico
| Don Urbano               | La Clementina                    | Boccherini     |
| Ernesto                  | Don Pasquale                     | Donizetti      |
| Beppe/Arlecchino         | Pagliacci                        | Leoncavallo    |
| Giocondo                 | Il burbero di buon cuore         | Martín y Soler |
| Idamante                 | Idomeneo                         | Mozart         |
| Belmonte                 | Die Entführung aus dem Serail    | Mozart         |
| Don Ottavio              | Don Giovanni                     | Mozart         |
| Ferrando                 | Così fan tutte                   | Mozart         |
| Carlo                    | Lo frate 'nnamorato              | Pergolesi      |
| Pong                     | Turandot                         | Puccini        |
| Il barbiere              | La campana sommersa              | Respighi       |
| Florville                | Il signor Bruschino              | Rossini        |
| Lindoro                  | L'italiana in Algeri             | Rossini        |
| Argirio                  | Tancredi                         | Rossini        |
| Don Narciso              | Il turco in Italia               | Rossini        |
| Norfolk                  | Elisabetta, regina d'Inghilterra | Rossini        |
| Conte d'Almaviva         | Il barbiere di Siviglia          | Rossini        |
| Don Ramiro               | La Cenerentola                   | Rossini        |
| Gernando Ubaldo          | Armida                           | Rossini        |
| Osiride                  | Mosè in Egitto                   | Rossini        |
| Idreno                   | Semiramide                       | Rossini        |
| Conte Libenskof Zefirino | Il viaggio a Reims               | Rossini        |
| Golferic                 | El giravolt de maig              | Toldrà         |
| Antonio                  | Das Liebesverbot                 | Wagner         |

### Repertorio sinfonico
- - Johann Sebastian Bach
  - Matheus Passion
  - Johannes Passion
  - Weihnachts Oratorium
  - Magnificat
  - Mass in B Minor
- Ludwig van Beethoven
  - Mass in C Major
  - Nona sinfonia
- Benjamin Britten
  - War Requiem
  - Serenade for Tenor, Horn & Strings
- Georg Friedrich Händel
  - Israel in Egypt
  - Judas Maccabaeus
  - Messiah
  - Saul
- Franz Joseph Haydn
  - Die Schöpfung
  - Harmoniemesse
  - Nelson Messe
  - Pauken Messe
  - Die Jahreszeiten
- Felix Mendelssohn
  - Elijah
  - Paulus
  - Lobgesang
- Claudio Monteverdi
  - Vespro della beata vergine
- Wolfgang Amadeus Mozart
  - Requiem, K626
  - Krönungs Messe, K 317
  - Grosse Messe, K 427
- Carl Orff
  - Carmina Burana
- Gioachino Rossini
  - Petite messe solemnelle
  - Stabat Mater

## Fonti
- Intervista a David Alegret in Forum Opéra, su forumopera.com.